# Baby, Now That I've Found You
Baby, Now That I've Found You är en poplåt skriven av Tony Macaulay och John MacLeod, utgiven som singel 1967 av den brittiska musikgruppen The Foundations. Låten som var gruppens debutsingel blev en internationell hit och gick upp på förstaplatsen på brittiska singellistan. Ledsångare på låten är Clem Curtis som gjorde tre singlar och ett studioalbum med gruppen. Han är däremot inte sångare på gruppens andra stora hit "Build Me Up Buttercup".

## Listplaceringar
| Lista (1967-1968) | Position                              |
| ----------------- | ------------------------------------- |
| Australien        | 21 ("Go Set")                         |
| Flandern          | 12                                    |
| Frankrike         | 21                                    |
| Irland            | 3                                     |
| Kanada            | 1 (RPM)                               |
| Nederländerna     | 8                                     |
| Norge             | 6                                     |
| Sverige           | - (Testad på Tio i topp, ej inröstad) |
| Storbritannien    | 1                                     |
| USA               | 11 (Billboard Hot 100)                |
| Vallonien         | 17                                    |
| Västtyskland      | 33                                    |